# أبو عبد الله محمد السابع
أبو عبد الله محمد السابع الملقب بالمستعين (1370 - 1408) هو محمد بن يوسف بن محمد بن يوسف بن إسماعيل بن فرج بن إسماعيل بن يوسف. من بني نصر أو بني الأحمر المنحدرة من قبيلة الخزرج القحطانية، حكم مملكة غرناطة في الأندلس بين عامي (1392 - 1408).

## حكمه
بعد وفاة السلطان يوسف الثاني مسموما، صعد محمد السابع إلى العرش بشكل عنيف.
وبالكاد اكتسب القوة، ووقع السلام مع قشتالة وبنو مرين في المغرب. لكنه حاول فيما بعد الاستفادة من ضعف إنريكي الثالث ملك قشتالة الذي لم يتعدى الاثنا عشر سنة، فقام المستعين بالله بشن هجمات على المناطق الحدودية من مملكة قشتالة سنة 1390م. على وجه الخصوص، كانت الحملات الموجهة ضد خاين وضد مرسية صعبة.
في صيف عام 1393. محمد المستعين، اتعبته غطرسة ومؤامرات وزيره ابن زمرك الذي حل محل ابن الخطيب بعد هروبه إلى المغرب، مما ادى إلى الأمر بقتله.
على الجانب المسيحي ٬ قام القشتاليون في سنة 1396م بعبور الحدود الغرناطية بجيش مكون ثلاثمائة من الفرسان وبضعة آلاف من الجنود للاستيلاء على غرناطة فتعرضوا لهزيمة مروعة بعد توقعهم لفوز مبهر ضد الغرناطيين .
عام 1406، عقب خوان الثاني والده على عرش قشتالة. هذا لم يمنع القوات القشتالية لبدء حملات عسكرية مضادة، انتهت بالاستيلاء على حصن الزهراء عام 1407م الذي يعد حصنا منيعا لبني الاحمر .

## وفاته
توفي محمد السابع في 13 مايو 1408م بعد اغتياله. و قد خلفه شقيقه الأصغر يوسف الثالث في العرش.